# Yargelis Savigne
Yargelis Savigne (ur. 13 listopada 1984 w Guantanamo) – kubańska lekkoatletka uprawiająca skok w dal i trójskok. Brązowa medalistka olimpijska z Pekinu.
Ma zaledwie 165 cm wzrostu i 63 kg wagi. Mistrzyni oraz medalistka mistrzostw świata w trójskoku. Jej rekord życiowy – 15,28 m – został ustanowiony na Mistrzostwach Świata w Lekkoatletyce 2007. Wynik ten jest najlepszym w sezonie oraz rekordem Kuby w trójskoku. Halowa mistrzyni świata w trójskoku z Walencji (2008). Złoto zapewniła sobie w szóstej, ostatniej serii skoków wynikiem 15,05 m. Dwa lata później podczas imprezy tej samej rangi zdobyła srebro.
Czterokrotna medalistka igrzysk panamerykańskich (2003, 2007, 2011).
Zwyciężczyni łącznej punktacji Diamentowej Ligi 2010 w trójskoku.

## Rekordy życiowe
- skok w dal
  - hala – 6,79 (2007)
  - stadion – 6,91 (2010)
- trójskok
  - hala – 15,05 (2008) – 6. wynik w historii światowej lekkoatletyki
  - stadion – 15,28 (2007) – 8. wynik w historii światowej lekkoatletyki

## Sukcesy

### Mistrzostwa Świata
| Mistrzostwa Świata | Miejsce  | Data | Konkurencja | Wynik | Miejsce    |
| ------------------ | -------- | ---- | ----------- | ----- | ---------- |
| Helsinki 2005      | Helsinki | 2005 | Skok w dal  | 6,69  | 3. miejsce |
| Helsinki 2005      | Helsinki | 2005 | Trójskok    | 14,82 | 2. miejsce |
| Osaka 2007         | Osaka    | 2007 | Trójskok    | 15,28 | 1. miejsce |
| Berlin 2009        | Berlin   | 2009 | Trójskok    | 14,95 | 1. miejsce |

### Halowe Mistrzostwa Świata
| Mistrzostwa Świata | Miejsce  | Data | Konkurencja | Wynik | Miejsce    |
| ------------------ | -------- | ---- | ----------- | ----- | ---------- |
| Walencja 2008      | Walencja | 2008 | Trójskok    | 15,05 | 1. miejsce |
| Ad-Dauha 2008      | Doha     | 2010 | Trójskok    | 14,86 | 2. miejsce |